# Mediawet 2008
De Mediawet 2008 is een Nederlandse wet die in 2008 is vastgesteld en (op enkele artikelen na) op 1 januari 2009 in werking is getreden. De wet regelt de toelating tot het omroepbestel en stelt eisen aan de publieke omroepen onder andere om te zorgen voor mediapluriformiteit.

## Wetsgeschiedenis
De Mediawet 2008 verving per 1 januari 2009 de Mediawet die in 1988 in werking was getreden. Deze verving op zijn beurt de toenmalige Omroepwet, Wet op de omroepbijdragen en Wet Voorziening Perswezen 1951. In oktober 2014 kwam Sander Dekker met het plan voor minder amusement op de publieke tv-zenders mits het alleen een educatief, cultureel of informatief doel dienen en meer concurrentie in het bestel.

## Omroepverenigingen
De minister van Onderwijs, Cultuur en Wetenschap kan eens in de vijf jaar aan omroepverenigingen erkenningen en voorlopige erkenningen verlenen. De huidige erkenningperiode is van 1 januari 2022 tot en met 31 december 2026. De huidige concessieperiode is van 1 september 2010 tot en met 31 december 2020.
Een omroepvereniging moet een vereniging zijn die een bepaalde maatschappelijke, culturele, godsdienstige of geestelijke stroming vertegenwoordigt en waarvan de leden op democratische wijze invloed hebben op het beleid; ook moet een jaarlijkse contributie van ten minste € 5,72 worden geheven waarin de verstrekking van een programmablad niet is begrepen. Voor een erkenning als publieke omroep komen slechts in aanmerking omroepverenigingen die in de voorafgaande erkenningperiode een erkenning of voorlopige erkenning hadden en ten minste 150.000 leden hebben.
Voor een voorlopige erkenning komen slechts in aanmerking omroepverenigingen die in de voorafgaande erkenningperiode geen erkenning of voorlopige erkenning hadden, ten minste 50.000 leden hebben, en een voorgenomen media-aanbod hebben dat een vernieuwende bijdrage levert aan de publieke omroep.
De Tijdelijke regeling van het Commissariaat voor de Media van 13 januari 2009 houdende beleidsregels omtrent toepasselijkheid van de beleidsregels van het Commissariaat voor de Media in verband met de inwerkingtreding van de Mediawet 2008 (Regeling toepasselijkheid beleid onder de Mediawet 2008) is een tijdelijke voorziening, nodig omdat de wet zeer kort na aanvaarding is ingegaan waardoor het Commissariaat voor de Media de beleidsregels niet in deze tussentijd kon aanpassen.
De omroepverenigingen worden onderscheiden in (zie ook omroepstatus):
- Aspirant-omroep heeft minimaal 50.000 leden, en probeert de C-status te bereiken
- C-status omroep met 100.000-150.000 leden
- B-status omroep met 150.000-300.000 leden
- A-status omroep met meer dan 300.000 leden

Naarmate een omroep meer leden heeft krijgt deze meer zendtijd. Lokale omroepen moeten minimaal 50% van hun zendtijd besteden aan ICE-programma's, dat wil zeggen Informatie, Cultuur en Educatie. De publieke omroep mag jaarlijks niet meer dan 10% en dagelijks niet meer dan 15% van de zendtijd aan reclame besteden.

## Regionale omroepen
De regionale omroepen worden per 1 januari 2014 weer volledig gefinancierd vanuit de Rijksmediabegroting. Dit komt voort uit het Regeerakkoord van het Kabinet-Rutte II. Het budget voor de regionale omroepen van € 143,5 miljoen is per 2014 overgeheveld van het Provinciefonds naar het mediabudget. Vanaf 2017 wordt dit budget verlaagd met € 17 miljoen.

## Lokale omroepen
Per gemeente wordt door het Commissariaat voor de Media aan slechts één instelling voor lokale omroep zendtijd toegewezen. Een door het Commissariaat erkende lokale omroep krijgt voor de duur van vijf jaar zendtijd, waarna verlenging moet worden aangevraagd. De wet bepaalt dat toewijzing pas plaatsvindt nadat de gemeente, op verzoek van het Commissariaat, binnen 18 weken heeft geadviseerd over de vraag of de instelling (nog) aan de eisen voldoet. De Erkenningswet verplicht gemeenten de basiskosten van lokale publieke omroepen voor hun rekening te nemen.

## Kosten en middelen
Het ministerie van OCW subsidieert de landelijke publieke omroep in 2015 met € 751,216 miljoen. De sterinkomsten worden in 2015 begroot op € 210 miljoen. Het commissariaat van de media ontving in 2015 ongeveer € 4 miljoen.
De VNG raadt gemeenten aan voor 2015 in de gemeentebegroting als uitgangspunt € 1,25 per woonruimte (plus index) te hanteren.

## Evenementen van aanzienlijk belang voor de samenleving
In artikel 5.1 van de Mediawet 2008 is geregeld dat evenementen van aanzienlijk belang voor de samenleving op een open televisieprogrammakanaal moeten worden verspreid. In de bijlage van de wet is een evenementenlijst opgenomen waarin is opgenomen welke evenementen op het open net moeten worden uitgezonden.

### Volledige rechtstreekse verslaggeving
De volgende evenementen moeten volledig en rechtstreeks worden uitgezonden op een openbaar kanaal:

Sport

1. Voetbal (heren):

     a. Wereldkampioenschap en Europees kampioenschap: het gehele eindtoernooi;

     b. Alle interlands van het Nederlands elftal;

     c. Champions League en Europa League: de wedstrijden van Nederlandse clubs en de finales ongeacht Nederlandse deelname;

     d. Super Cup en World Cup: indien een Nederlandse club deelneemt;

     e. Nationale bekerwedstrijden: de halve finales en de finale.

2. Voetbal (dames):

     Wereldkampioenschap en Europees kampioenschap: de wedstrijden van het Nederlands elftal van het eindtoernooi en de halve finales en finale ongeacht Nederlandse deelname. 

3. Schaatsen (dames en heren):

     a. Wereldkampioenschap en Europees kampioenschap: allround, sprint en afstanden;

     b. Elfstedentocht.

4. Tennis (dames en heren):

     Wimbledon en Roland Garros: de finales enkelspel.
Cultuur

5. Prinsengrachtconcert.

6. Eurovisiesongfestival.

### Gedeeltelijke rechtstreekse verslaggeving
De volgende evenementen moeten gedeeltelijk en rechtstreeks worden uitgezonden op een openbaar kanaal:

Sport

1. Olympische Spelen: zomer- en winterspelen (minimumduur verslaggeving: 6 uur per dag).

2. Wielrennen:

     a. Tour de France: heren (minimumduur verslaggeving: 2 uur per dag);

     b. Wereldkampioenschap op de weg dames en heren professionals: het finaleweekend (minimumduur verslaggeving: 2 uur per dag);

     c. De Nederlandse wielerklassieker: heren (minimumduur verslaggeving: 2 uur).

3. TT Assen (minimumduur verslaggeving: 2 uur per dag).

### Gedeeltelijke uitgestelde verslaggeving
De volgende evenementen moeten gedeeltelijk en uitgesteld worden uitgezonden op een openbaar kanaal:

Sport

1. Paralympische Spelen:

    a. Zomerspelen (minimumduur verslaggeving: 30 minuten per dag);

    b. Winterspelen (minimumduur verslaggeving: 15 minuten per dag).

2. Voetbal (heren):

    a. Alle wedstrijden van de hoogste divisie van het nationaal betaald voetbal;

        – minimumduur verslaggeving onderlinge wedstrijden tussen Ajax, PSV en Feyenoord: 20 minuten per wedstrijd;

        – minimumduur verslaggeving overige wedstrijden: 10 minuten per wedstrijd;

        – aanvangstijd verslaggeving wedstrijden die ’s middags worden gespeeld: uiterlijk 21.00 uur;

        – aanvangstijd verslaggeving wedstrijden die ’s avonds worden gespeeld: uiterlijk twee uur na afloop van de wedstrijd, maar in ieder geval niet later dan 22.30 uur.

    b. Nationale bekerwedstrijden: de kwartfinales (minimumduur verslaggeving: 15 minuten per wedstrijd).

3. Atletiek (dames en heren):

    Wereldkampioenschap en Europees kampioenschap: outdoor (minimumduur verslaggeving: 10 minuten per dag).

4. Zwemmen (dames en heren):

    Wereldkampioenschap en Europees kampioenschap: de wedstrijden van de Nederlandse deelnemers (minimumduur verslaggeving: 10 minuten per dag).

5. Hockey (dames en heren):

    Wereldkampioenschap en Europees kampioenschap: de wedstrijden van de Nederlandse teams (minimumduur verslaggeving: 10 minuten per dag).

6. Tennis (dames en heren):

    Wimbledon, Roland Garros, US Open en Australian Open: de wedstrijden enkelspel van de Nederlandse deelnemers (minimumduur verslaggeving: 10 minuten per dag).
Cultuur

7. Pinkpop (minimumduur verslaggeving: 1 uur per dag).

### Voorwaarden
In artikel 5.1 van de Mediawet zijn de voorwaarden opgenomen waarin een evenement moet voldoen om op de evenementenlijst geplaatst te worden. Een evenement dat in ieder geval aan twee van de volgende voorwaarden voldoet kan op de lijst geplaatst worden:
a. het evenement is van algemeen belang voor de Nederlandse samenleving;
b. het evenement is van bijzondere culturele betekenis;
c. het evenement werd in het verleden ook al op een open televisieprogrammakanaal uitgezonden en kon rekenen op een grote kijkdichtheid; en
d. het gaat om een groot internationaal sportevenement waaraan een nationaal team deelneemt.

### Uitzonderingen
In artikel 19 van het Mediabesluit is vastgelegd dat in de volgende gevallen mag worden afgeweken van volledige rechtstreekse verslaggeving van de onderdelen genoemd onder punt A in de evenementenlijst:
- Evenementen, die geheel of gedeeltelijk plaatsvinden tussen 00.00 uur en 07.00 uur, behoeven niet door middel van volledige rechtstreekse verslaggeving te worden verspreid.
- Wedstrijden die deel uitmaken van de in dat lid bedoelde evenementen en die gelijktijdig plaatsvinden niet alle door middel van volledige rechtstreekse verslaggeving behoeven te worden verspreid, als ten minste een van deze wedstrijden wordt verspreid door middel van volledige rechtstreekse verslaggeving op een open televisiekanaal.

### Voorgeschiedenis
De evenementenlijst vindt zijn oorsprong in een initiatief van het Europees Parlement. Het Europees Parlement wilde voorkomen dat steeds meer evenementen achter de decoder zouden verdwijnen. Een evenementenlijst zou ervoor moeten zorgen dat belangrijke evenementen voor een breed publiek toegankelijk blijven. Dit heeft uiteindelijk geresulteerd in artikel 3 bis van de "Televisierichtlijn", waarin is vastgelegd dat EU-lidstaten de mogelijkheid hebben om een lijst van evenementen van aanzienlijk belang voor de samenleving op te stellen. Daartoe werd in artikel 72 (huidig artikel 5.1) van de Mediawet een basis opgenomen voor bij het algemeen maatregel van bestuur opstellen van een evenementenlijst. Op 17 maart 2000 werd tijdens de vergadering van de ministerraad een voorstel voor een evenementenlijst vastgesteld die vervolgens werd voorgelegd aan de Tweede Kamer. Op 12 april 2000 is het voorstel in een algemeen overleg met de Tweede Kamer besproken. De Tweede Kamer stemde in met dit voorstel.
Wijziging evenementenlijst 1 januari 2016
Voor 1 januari 2016 stonden ook de wedstrijden enkelspel met
Nederlandse deelname van de halve finales van het Wimbledon en Roland Garros op de evenementenlijst. Deze zijn echter van de lijst verdwenen omdat enkele partijen zwaarwegende bezwaren hiertegen hadden. Zij gaven aan dat bij de verkoop van de uitzendrechten nog niet duidelijk is of er sprake zal zijn van Nederlandse deelname. Hierdoor ontstaat onzekerheid over de waarde van deze uitzendrechten.
Daarnaast zijn per 1 januari 2016 de EK's en WK's volleybal (heren) vervangen door de EK's en WK's zwemmen (dames en heren). Als reden voor het schrappen van volleybal noemde de staatssecretaris, de afgenomen populariteit van het volleybal en de teruggelopen prestaties van het Nederlandse volleybalteam. De EK's en WK's zwemmen zijn toegevoegd door de uitmuntende prestaties tijdens de periode 2008-2016 en de toegenomen belangstelling van zwemmen in Nederland en andere landen.

#### Wijziging evenementenlijst 1 januari 2021
Aan de evenementenlijst is voor het EK en WK voetbal (dames) toegevoegd: de wedstrijden van het Nederlands elftal, de halve finales en de finale. Ook is de minimumduur van de verslaggeving over de Paralympische Spelen verruimd, van 10 minuten naar een halfuur voor de Zomerspelen en een kwartier voor de Winterspelen.

## Voetnoten
1. ↑  WET van 21 april 1987, houdende regels betreffende de verzorging van radio- en televisieprogramma's, de omroepbijdrage en de steunverlening aan persorganen.
2. ↑  Titel 9.2. Overgangsbepalingen bij de Wet van 6 november 2013 tot wijziging van de Mediawet 2008 teneinde het stelsel van de landelijke publieke omroep te moderniseren
3. ↑  Rijksmediabegroting 2015. Gearchiveerd op 14 september 2016. Geraadpleegd op 12 augustus 2016.
4. ↑  Tips van de VNG voor financiering lokale omroepen vanwege versleuteling in gemeentefonds
5. ↑  Mediabesluit 2008. Overheid.nl (29 december 2008). Gearchiveerd op 31 juli 2022. Geraadpleegd op 31 juli 2022.
6. ↑  Kamerstukken II 1999/2000, 26256, nr. 19 Tweede Kamer der Staten-Generaal
7. ↑  Kamerstukken II 1999/2000, 26256, nr. 21 Tweede Kamer der Staten-Generaal
8. ↑  Beantwoording vragen van het lid Van Raak (SP) Eerste Kamer der Staten-Generaal, 4 maart 2004
9. ↑  Wijziging van de Mediawet met het oog op noodzakelijke verbeteringen van de wet en de uitvoering daarvan Eerste Kamer der Staten-Generaal, 4 maart 2004
10. ↑  https://www.rijksoverheid.nl/documenten/kamerstukken/2013/11/20/aanbiedingsbrief-verslag-over-doeltreffendheid-en-effecten-in-de-praktijk-van-de-evenementenlijst
11. ↑  Ministerie van Onderwijs, Cultuur en Wetenschap, Besluit van 30 september 2015 houdende wijziging van het Mediabesluit 2008 in verband met aanpassing van de evenementenlijst. Staatsblad van het Koninkrijk der Nederlanden (22 oktober 2015). Gearchiveerd op 20 januari 2022. Geraadpleegd op 31 juli 2022.
12. ↑  Sander Dekker, Mediabeleid[dode link]. Tweede Kamer der Staten-Generaal (20 november 2013). Geraadpleegd op 31 juli 2022.
13. ↑  Ministerie van Onderwijs, Cultuur en Wetenschap, Besluit van 13 juli 2020, houdende wijziging van het Mediabesluit 2008 in verband met een aanpassing van de evenementenlijst. Gelet op de artikelen 5.1, eerste lid, en 5.2 van de Mediawet 2008 (4 september 2020). Geraadpleegd op 2 mei 2023.